# Imagen real

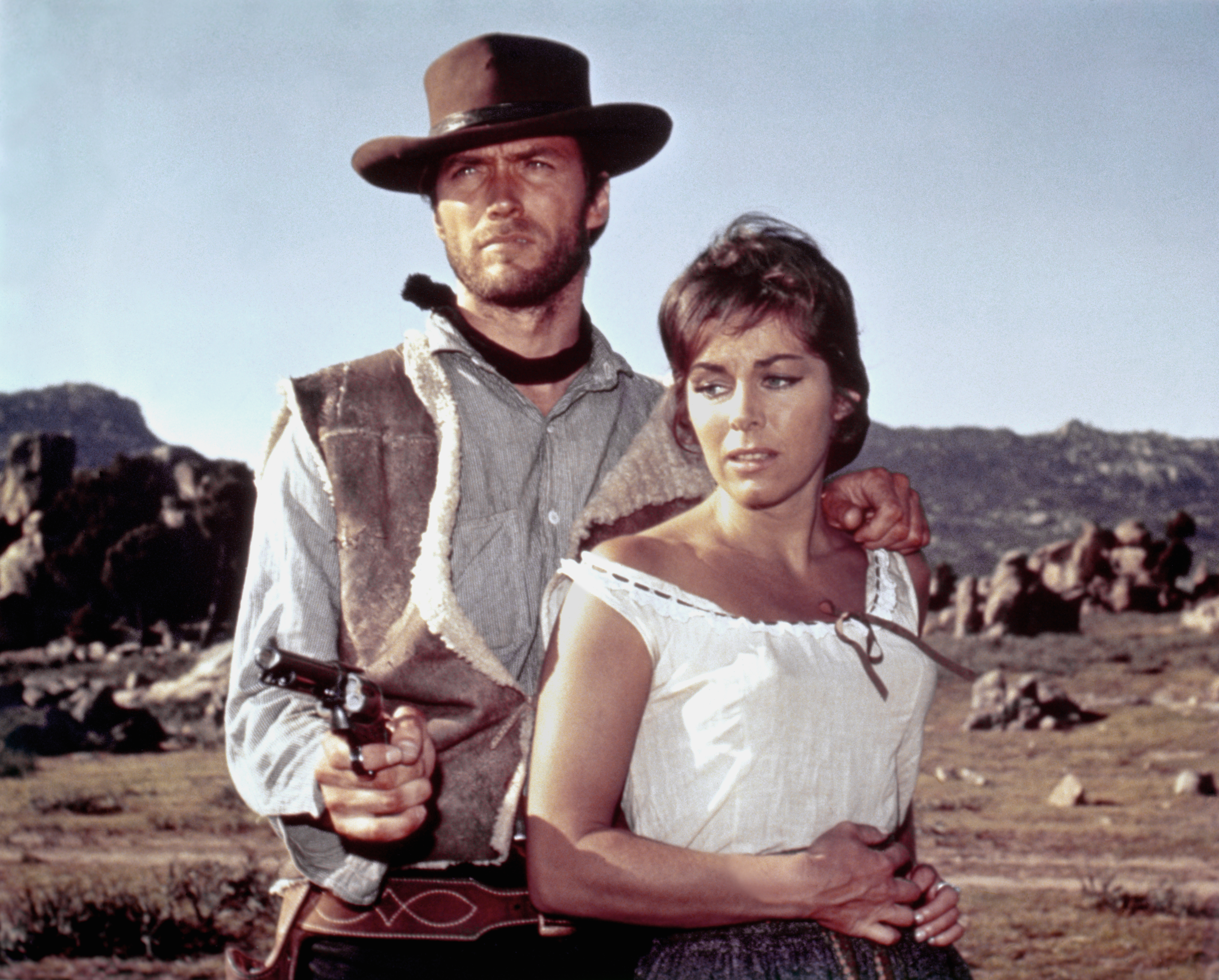
Las películas de acción real utilizan la fotografía para representar escenarios y personajes tal como aparecen en la vida real. En este ejemplo de la película Por un puñado de dólares, Clint Eastwood y Marianne Koch aparecen en una ubicación del mundo real.

En películas, telefilmes, vídeos y obras audiovisuales en general, se utilizan los términos imagen real o imágenes reales, acción real o acción en vivo, o carne y hueso (informalmente), para referirse a obras en las que la imagen ha sido obtenida mediante la filmación directa de actores o elementos reales, es decir recurriendo al rodaje tradicional en estudio o en exteriores, a diferencia de la animación, que es una técnica o conjunto de técnicas en las que el metraje se obtiene mediante la animación de dibujos, la animación en volumen de modelos o marionetas, la animación por computadora de gráficos informáticos, etc.
Para designar obras audiovisuales en imagen real algunos hispanohablantes recurren también al anglicismo live action.
La animación fotorrealista, particularmente la animación por computadora moderna, a veces se describe erróneamente como "acción en vivo", como en el caso de algunos informes de los medios sobre la adaptación de 2019 de la película animada tradicionalmente El Rey León de 1994, a pesar de que la imagen real o acción en vivo involucra personas o animales reales, no modelos o imágenes dibujadas o producidas por computadora.

## Descripción
Como el proceso normal de creación de medios visuales implica acción en vivo, el término en sí suele ser superfluo. Sin embargo, hace una distinción importante en situaciones en las que normalmente se esperaría animación, como cuando la obra está adaptada de un videojuego o de un dibujo animado.
El término "acción en vivo" también ocurre dentro de un contexto de animación para referirse a personajes no animados: en una película de acción en vivo/animada como Mary Poppins, ¿Quién engañó a Roger Rabbit?, o Space Jam, en los que humanos reales y dibujos animados coexisten. En este caso, los personajes de "acción real" son los actores "reales", como Julie Andrews, Bob Hoskins y Michael Jordan, a diferencia de los "actores" animados, como Roger y Jessica Rabbit.
Dado que el uso de imágenes generadas por computadora (CGI) en las películas se ha convertido en una tendencia importante, algunos críticos, como Mark Langer, han discutido la relación entre la acción en vivo y la animación. Las nuevas películas que utilizan efectos especiales generados por computadora no se pueden comparar con películas de acción real que utilizan personajes animados debido al realismo percibido de ambos estilos combinados.

## Comparaciones entre la imagen real y la animación

### Competencia entre formatos
Al producir una película, tanto la acción real como la animación tienen sus pros y sus contras. A diferencia de la animación, la acción en vivo implica la fotografía de actores y actrices, así como decorados y accesorios que hacen que la película parezca personal y lo más cercana posible a la realidad. El único inconveniente siendo el presupuesto. Por otro lado, la animación funciona bien para transmitir ideas abstractas, pero generalmente lleva mucho más tiempo producirla.

### Evolución de las películas de imagen real con animación
Una de las primeras incorporaciones de la imagen real o acción en vivo en el mundo de la animación la llevó a cabo Walt Disney en 1923, con los cortometrajes de las Comedias de Alicia, donde se mezcló la actuación de actores y actrices reales con el mundo animado correspondiente a Wonderland. Esto supuso uno de los primeros triunfos de Disney, y se llegaron a crear 50 episodios más después del primero, que había sido revolucionario para la industria de la animación.
También, durante al popularidad de las películas mudas de los años 20 y 30, los populares dibujos animados de Max Fleischer incluían historias donde el protagonista (Koko the Clown, 1924) interactuaba con la realidad, por ejemplo haciendo un torneo de boxeo con un gato real.
Además, muchas películas anteriores combinaban la acción en vivo con animaciones de animación fotograma a fotograma utilizando la retroproyección, como Willis O'Brien y Ray Harryhausen en los Estados Unidos o Aleksandr Ptushko, Karel Zeman y más recientemente Jan Svankmajer en el este de Europa. El primer largometraje donde se aplicó esto fue El mundo perdido de 1925, seguidamente, en 1935 se hizo la película The New Gulliver, donde el único personaje el cual no era animado era el mismo Gulliver.
La secuencia animada de 1945 de la película Levando anclas, donde Gene Kelly baila con el ratoncito animado Jerry, es una de las escenas más famosas del actor.
En 1970, Chuck Jones también aplicaría la acción en vivo mezclando el mundo animado con el mundo real en la película The Phantom Tollbooth.
Walt Disney Productions, en el año 1971, vuelve a utilizar la imagen real en la comedia musical Bedknobs and Broomsticks, protagonizada por Angela Lansbury, que recordaría a la historia de Mary Poppins y que introduciría elementos animados para simular los efectos mágicos en un mundo aparentemente real.
El director de cine y animador Ralph Bakshi combinó la imagen real con la animación tradicional en el largometraje Heavy Traffic (1973); a este le siguieron Coonskin (1975), conocido en otros países como Streetfight y Cool World (1992); este último, fue menos recibido a causa del carácter de su historia. Además, en 1978 adaptó el clásico de J.R.R. Tolkien El señor de los anillos donde utilizó la estrategia de combinar la animación tradicional con el rotoscopio de escenas de acción en vivo. Esto generó que algunas de las escenas presentasen un aspecto tridimensional, aspecto que era del todo único en comparación con otras películas anteriores de animación.
Con el éxito tecnológico y comercial que tuvieron ¿Quién engañó a Roger Rabbit? y Space Jam, un gran número de películas animadas y de imagen real fueron seguidas por otros estudios, incluidos Cool World y Looney Tunes: Back in Action, aunque ninguna de ellas tuvo el mismo éxito que las primeras.
La combinación de imagen real con animación es un aspecto muy común en los anuncios de televisión y en los programas de entretenimiento, especialmente en aquellos que promocionan productos para niños, como es el caso del conejo Quicky en los anuncios de Nesquik.
Películas como Stuart Little (1999) incorporan personajes de animación por computadora en un entorno de imagen real con actores y actrices reales, siendo Young Sherlock Holmes (1985) la primera película en incorporar un personaje íntegramente animado por ordenador (un caballero salido de una vidriera) en escenarios reales. Desde comienzos del siglo XXI varias películas empezaron a incorporar personajes de este estilo, como es el caso de Scooby-Doo (2002), que incluye al perro Scooby como un personaje animado con dicha técnica rodeado de humanos interpretados por actores y actrices reales, o Alicia en el país de las maravillas (2010), que incorpora tanto a actores reales como a personajes animados con imágenes generadas por computadora (o CGI) en escenarios de ambos estilos. Películas como Rise of the Planet of the Apes (2011) o Warcraft (2016) emplean técnicas de captura de movimiento para crear personajes hechos con CGI gracias a los movimientos de actores reales en un entorno de imagen real.